# Galium nevadense
Galium nevadense är en måreväxtart som beskrevs av Pierre Edmond Boissier och Georges François Reuter. Galium nevadense ingår i släktet måror, och familjen måreväxter. Inga underarter finns listade i Catalogue of Life.